# Любов і повага
Любов і повага: любов, яку вона найбільше бажає; повага, яку він сильно потребує, була написана в 2004 році доктором Емерсоном Егеріхом і вперше опублікована видавцями Integrity, Нашвілл, Техас. Книга була національним бестселером. У своїй книзі Еггерхіс стверджує, що чоловіки цінують повагу більше, ніж любов.
У 1999 році Еггерхіс та його дружина Сара заснували «Міністерство любові та поваги». Результатом їх служіння стала книга з самодопомогою «Любов, яку вона найбільше бажає»; Повага, яку він відчайдушно потребує.
Егеріхс був пастором Мічиганській церкві протягом 19 років, коли він був опублікований у 2004 році.
Егеріхс отримав магістерську дисертацію в семінарії Дубюк, а також здобув науковий ступінь кандидата дитячої та сімейної екології в Університеті штату Мічиган .
Еггеріх продовжує виступати на шлюбних конференціях. Ідеї міністерства любові та поваги вивчалися на семінарах та конференціях, проведених іншими пасторами. Конференції також проводяться через відео.

## Підсумок
Книга побудована на теорії, що «первинні емоційні потреби» для чоловіків і жінок, відповідно, полягають у тому, що чоловіки потребують поваги, а жінкам потрібна любов, як і повітря, яке потрібно дихати.
Егеріхс стверджує, що недбалі зауваження та незначні непорозуміння, які залишають дружину почуттям нелюбимого або чоловік відчуває, що дружина не поважає його, може перейти до серйозного конфлікту, якщо пари не зупиняться на руйнівних циклах.
Посилаючись на Коран ((Коран, 30:21)) у своїй дискусії про книгу Еггеріха, « Коломбо», Daily News стверджує, що жінки, до яких любов до чоловіка приходить природно, але які повинні навчитися «безумовно поважати» їхні чоловіки, тому що і Коран, і «сучасні дослідження» довели, що «чим більше поваги жінка проявляє до свого чоловіка, тим більше любові та доброти він буде їй виявляти».
За словами британського клінічного психолога Стівена Бер'єра, Егеріхс вчиняє широко поширену психологічну помилку жанру самодопомоги, написавши так, ніби «стосунки — це якийсь романтичний кооператив, сформований насамперед для задоволення емоційних потреб двох людей у ньому».
За словами християнського автора Глена І. Міллера, Еггеріхс стверджує, що для подружжя важливо проявляти любов і повагу, навіть якщо інший з подружжя не відмовляє собі, оскільки стосунки з подружжям мають намір моделювати та відображати стосунки християнина з Христом.
У Коханні та Повазі Егеріхс стверджує, що "1. Любов — це її найглибша потреба, а повага — його найглибша потреба. Я вважаю, що це ґрунтується на Біблії. Ефесянам 5:33: "Нехай кожен з вас також любить свою дружину навіть як себе; і нехай дружина дбає про те, щоб вона поважала свого чоловіка. Іншими словами, дружині потрібно відчувати любов, а чоловікові потрібно відчувати повагу. Отже … 2. Без любові вона реагує без поваги, а без поваги він реагує без любові. Існує зв'язок любові та поваги ".
Емерсон Еггеріхс стверджує, що має наукову підтримку його теорії «Любов і повага» у формі дослідження психолога Джона Готмана з Вашингтонського університету: "Я чув про дослідження, яке він робив, використовуючи 2000 пар про те, чому шлюби не вдалися. І він виявив, що любов та повага були двома основними факторами ".
Хоча конференції L&R сприяють «припущенню, що жінці місце вдома», а Сара Егеріхс радить жінкам хвалити «зобов'язання свого чоловіка принести додому бекон», вона мала кар'єру добре налагодженої, висококласної відшліфований, штатний професійний оратор. Сара Еггерхіс радить жінкам робити те, чим подобаються їхні чоловіки, хоч «вам може бути нудно, сидячи в задній частині рибальського човна або спостерігаючи, як він обробляє дерево, але йому це сподобається»; вітаючи його сексуальні досягнення, "Коли мудра жінка одного разу запитала: " Чому б ти позбавив його чогось, що займає такий короткий час і робить його таким щасливим? "; і робити так, щоб завжди бути красивим доглядом та одягненим, коли їхні чоловіки повертаються додому з роботи.

## Переклади
(Цей список, ймовірно, неповний.)
| Мову       | Назва              | Рік перекладу |
| ---------- | ------------------ | ------------- |
| Іспанська  | Amor y Respeto     | 2010 рік      |
| Німецька   | Liebe und Respekt  | 2011 рік      |
| Африкаанс  | Liefde en respek   |               |
| Італійська | Amore e rispetto   |               |
| Польська   | Milosc i szacunek  |               |
| Румунська  | Dragoste şi повага |               |
| російський | Любовь и уважение  | 2013 рік      |